# Qdoba
Qdoba (/kjuːˈdoʊbə/ kew-DOH-bə) é uma cadeia de restaurantes fast casual nos Estados Unidos e no Canadá que serve pratos da culinária mexicana. Após 15 anos como subsidiária integral da Jack in the Box, a empresa foi vendida a um consórcio de fundos liderado pela Apollo Global Management em março de 2018. Em outubro de 2022, a Qdoba foi adquirida pela Butterfly Equity. Na época da aquisição, a Qdoba tinha quase 750 estabelecimentos na América do Norte. É a segunda maior empresa e a primeira franqueadora de restaurantes mexicanos fast-casual na América do Norte.

## História

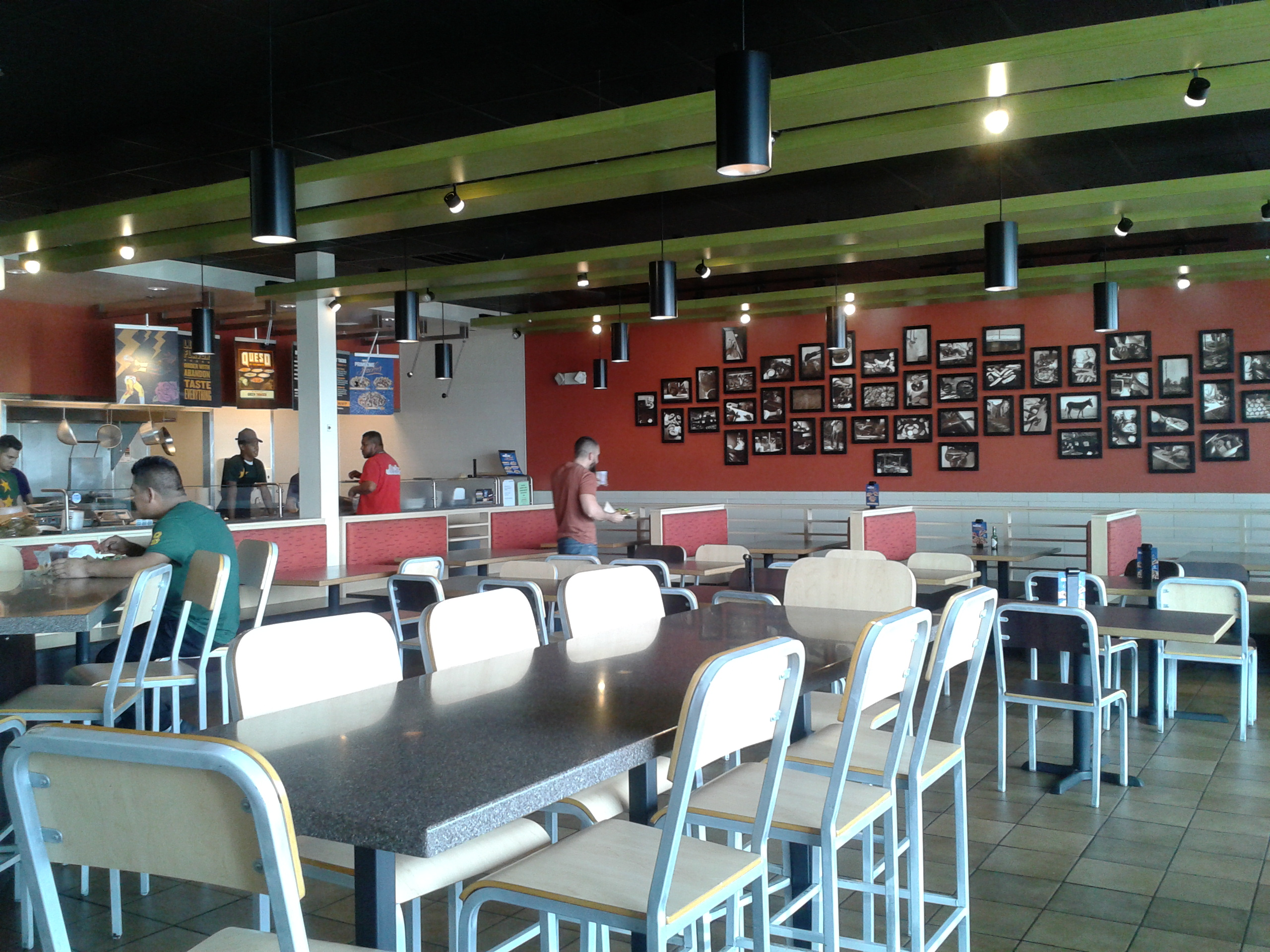
Interior de um restaurante Qdoba, Woodbridge, Virgínia

A cadeia tem suas origens na abertura do Zuma Fresh Mexican Grill, em 1995, por Anthony Miller, natural do Colorado, e seu sócio Robert Hauser, na Grant Street com a Sixth Avenue, em Denver, que ainda está em funcionamento.
Miller e Hauser se conheceram na cidade de Nova Iorque, onde Miller era banqueiro de investimentos na Merrill Lynch, e Hauser frequentou o Culinary Institute of America, trabalhando no famoso restaurante Le Cirque. Hauser desenvolveu a maioria das receitas, projetando o cardápio para ser mais saudável, substituindo as gorduras animais tradicionais por óleos vegetais e usando mais legumes e ervas frescas. Durante o primeiro ano, as filas se estendiam até a porta na maioria das noites, mas geralmente levava cerca de sete minutos para que os clientes em uma fila de 30 pessoas fossem atendidos. Zuma era um nome inventado, mas também era o nome do gato de um amigo.
A unidade de Denver, Colorado, foi um sucesso imediato, com receita no primeiro ano superior a US$ 1.500.000. O custo de abertura da loja de 120 m2 (1.300 pés quadrados) foi de apenas US$ 180.000.
Em 1997, o nome da empresa foi alterado de Zuma para Z-Teca Mexican Grill devido a uma ação judicial de outro restaurante que usava Zuma em Boston e à confusão causada pelo nome semelhante de uma rede que estava operando na área de Denver na época, a ZuZu Handmade Mexican Grill. No mesmo ano, a Z-teca começou a oferecer oportunidades de franquia a empreendedores para expandir a rede fora de seu território principal no Colorado.
Em troca de uma grande participação, a Western Capital e outros investidores deram à empresa uma grande injeção de capital no início de 1998 para permitir que a empresa abrisse 25 novos locais e quase triplicasse seu tamanho. Mais tarde naquele ano, Gary Beisler foi contratado para substituir Miller como presidente e diretor de operações, enquanto Miller permaneceu como diretor executivo.  Em meados de 1998, a Z-Teca tinha 21 estabelecimentos em 9 estados, sendo que 10 desses estabelecimentos eram franquias. Naquela época, um burrito de frango custava apenas US$ 4,79. Em dezembro de 1999, a Z-Teca tinha 49 estabelecimentos em 19 estados.
Embora Z-Teca fosse outro nome inventado, houve processos judiciais movidos por Z'Tejas Southwestern Grill, no Arizona, e Azteca, no estado de Washington, alegando que Z-Teca era muito semelhante a seus nomes e infringia seus nomes comerciais. Para superar esses problemas, o Qdoba foi inventado em 1999 pela agência de publicidade Heckler Associates.Na época da mudança de nome para Qdoba Mexican Grill, Gary Beisler substituiu Miller como CEO.
A Jack in the Box pagou US$ 45 milhões em dinheiro para obter a Qdoba, sediada em Wheat Ridge, da ACI Capital, Western Growth Capital e outros investidores privados no início de 2003.
A Qdoba recomprou 25 lojas localizadas em Kentucky, Indiana e Tennessee da ZT of Louisville, Inc., um de seus maiores franqueados, por uma quantia não revelada em meados de 2012. Tim Casey substituiu Gary Beisler como CEO em março de 2013.
Em outubro de 2012, Beisler anunciou sua aposentadoria e foi substituído em março seguinte por Tim Casey. Três anos depois, Casey foi substituído como presidente da marca por Keith Guilbault em maio de 2016.
Em junho de 2013, a Qdoba anunciou que fecharia um total de 67 restaurantes de baixo desempenho, incluindo 18 em Chicago e arredores. No final de 2013, a Qdoba operava mais de 600 restaurantes fast-casual em todos os Estados Unidos.
Em outubro de 2014, o Qdoba alterou sua estrutura de preços para “tudo incluído”, em que o preço dependia apenas do tipo de proteína (US$ 7,80 para frango ou itens vegetarianos e US$ 8,40 para bife, carne bovina desfiada ou carne de porco), mas incluía todos os “extras” que anteriormente incorriam em uma taxa adicional, como guacamole e molho queso. Depois disso, a maioria das pessoas que rotineiramente pediam os “extras” com seus burritos não viu muita diferença de preço. No entanto, as pessoas que comiam pouco reclamaram que, se quisessem manter seus hábitos alimentares leves pedindo um item simples, sofriam um aumento de preço de até US$ 2 por item (por exemplo, o Craft 2, que subiu de US$ 6,49 para US$ 8,40), pagando por itens que não queriam (como o guacamole), subsidiando outros clientes que anteriormente pagavam pelos “extras”.
Em 2014, a Qdoba mudou sua sede de sua antiga casa em Wheat Ridge para a vizinha Lakewood. Pouco mais de dois anos depois, a matriz corporativa Jack in the Box, com sede em San Diego, decidiu integrar a sede da Qdoba à sede principal da Jack in the Box na Califórnia a partir de janeiro de 2017.
Diante do crescimento lento, a gerência decidiu fazer uma mudança em sua estratégia de marketing. Como parte da nova estratégia, o nome comercial dos restaurantes foi alterado para Qdoba Mexican Eats em outubro de 2015, na esperança de tentar se distinguir dos concorrentes com nomes semelhantes.
Em julho de 2016, a empresa tinha 650 restaurantes em 47 estados, no Distrito de Columbia e no Canadá.
Em dezembro de 2017, um consórcio de fundos liderado pela Apollo Global Management anunciou a compra da rede Qdoba por aproximadamente US$ 305 milhões. Na época do anúncio, a Qdoba tinha aproximadamente 700 restaurantes em 47 estados. A venda foi concluída em março de 2018. A Jack in the Box Inc. recebeu US$ 305 milhões em dinheiro por mais de 700 locais em 47 estados, no Distrito de Columbia e no Canadá. Depois que a Apollo concluiu sua aquisição, Keith Guilbault foi promovido de presidente da marca a diretor executivo em maio de 2018.
Em junho de 2019, a Qdoba finalmente mudou sua sede do prédio que havia compartilhado nos últimos dois anos com sua antiga matriz corporativa Jack in the Box em Kearny Mesa para o prédio da Amp&rsand em Mission Valley.
Em 2021, o Qdoba promoveu o diretor de operações Eric Williams a diretor de operações, cargo que ele ainda ocupa.
Em maio de 2022, a Qdoba operava mais de 750 locais de restaurantes fast-casual nos Estados Unidos, com 12 locais no Canadá.
Em outubro de 2022, a Qdoba foi oficialmente adquirida pela Butterfly Equity por meio de uma transação de fusão com a Modern Restaurant Concepts (“MRC”), uma plataforma de restaurante de fast casual “melhor para você” líder do setor que consiste em duas marcas: Modern Market Eatery e Lemonade. Na época da aquisição, a Qdoba tinha cerca de 750 estabelecimentos na América do Norte.
Em janeiro de 2023, foi anunciado que, a partir de agora, o ex-presidente da Applebee's, John Cywinski, seria o CEO da Modern Restaurant Concepts, a empresa controladora da Qdoba

## Propriedade acionária da Butterfly
A Qdoba é propriedade da Modern Restaurant Concepts, uma plataforma de restaurantes fast-casual que é uma empresa do portfólio da Butterfly Equity. A Butterfly Equity é uma empresa de private equity com sede em Los Angeles, Califórnia, especializada no setor de alimentos. Sob a propriedade da Butterfly, a Qdoba abriu 40 restaurantes em 2023 até agosto e planeja abrir 60 restaurantes em 2024 e mais de 80 anualmente a partir de 2025. Por meio de uma estratégia seletiva de refranquiar, a empresa vendeu uma parte dos restaurantes de propriedade da empresa para franqueados, atingindo um mix de franquias de aproximadamente 80% em agosto de 2023.

## Serviço
O Qdoba serve burritos feitos no estilo burrito de São Francisco e outros alimentos, como tacos, quesadillas, chile con queso e sopa de tortilla. O restaurante se enquadra na categoria “fast casual”, oferecendo um serviço rápido e uma qualidade de comida superior à dos restaurantes típicos de fast-food. Os clientes fazem o pedido selecionando uma entrada e, em seguida, escolhendo seus ingredientes. Todos os itens são preparados à vista do cliente.
Para se diferenciar de alguns de seus concorrentes, o Qdoba serve café da manhã, e alguns locais ficam abertos 24 horas nos fins de semana.
A Qdoba também abriu restaurantes em locais não tradicionais, como diretamente em campi universitários, e participa de alguns planos de refeições de faculdades.
Por meio de acordos com o Army & Air Force Exchange Service, o Qdoba pode ser encontrado em bases militares americanas selecionadas em todo o país.